# 에른스트 룀
에른스트 율리우스 귄터 룀(독일어: Ernst Julius Gunther Röhm, 1887년 11월 28일 ~ 1934년 7월 1일)은 초기 나치의 지도자이자 나치의 준군사 조직인 돌격대(SA)의 사령관이다.
룀은 나치에서도 급진적인 사회주의적 분파였고, 보수 세력의 지지를 상실할 것과 잠재적 경쟁자로 떠오를 것을 우려한 히틀러는 집권 후 명령을 내려 룀을 살해하였다.

## 초기 이력
룀은 뮌헨에서 태어났고, 독일 제국 바이에른 군의 중위로 1914년 제1차 세계대전에 참전하였다. 이후 로렌(당시 독일 제국령이었으며 나중에 프랑스령이 됨)에서 부상을 입고, 얼굴에 큰 흉터를 가지게 되었다. 전투에서의 용맹으로 전쟁이 끝날때까지 대위로 승진하였고, 철십자 훈장을 받았다.
1918년 11월 11일 정전후 제정이 무너지고 공화정이 수립되었다. 룀은 공산주의에 반대하는 민병대인 자유 군단에 가입하였고, 후에 나치(당시 이름은 독일 노동자당)에 가입하였다. 그는 공산당의 조직인 "붉은 전선"과 싸웠고 유대인에게 테러를 가했다. 이때 룀은 히틀러를 만나게 되었고, 친한 친구이자 정치적 동료가 되었다.
1923년 11월 히틀러는 이탈리아의 무솔리니를 모방하여 맥주 홀 폭동 사건을 일으켰으나 실패하였고, 1924년 2월 사태의 주모자인 룀과 히틀러, 그리고 루덴도르프 장군은 반역 혐의로 체포되었다. 룀은 유죄판결을 받고 독일 국방군에서 불명예 제대처분 되었으며 1년 3개월형을 받았다. 그러나 재판 직후 준법서약을 한 후 석방되었고, 히틀러도 5년형을 선고받았으나 실제로는 9개월만 복역하였다.
1924년 히틀러가 아직 복역하고 있을 때, 룀은 불법화된 SA를 대신하여 프론트반(Frontbann)을 합법조직으로 조직하였다. 당은 "민족 사회주의 자유당"으로 이름을 바꾸어 선거에 나섰고, 룀은 의회에 진출하였다. 여기서 정쟁으로 인해 룀은 의원직을 사임하고, 볼리비아로 망명하였다. 이곳에서 그는 군사고문직을 역임하였다.

## SA 지도자
1930년 9월, "슈테네스 반란"의 결과로, 히틀러는 "고급 SA지도자" (Oberster SA-Führer)계급으로 SA를 장악하였다. 히틀러는 룀을 "SA 참모장"으로 불러들였고, 1931년 1월 이를 맡았다. 룀은 급진적인 사상을 SA에 주입하였고, 자신의 측근들을 지휘부에 앉혔다.
SA는 이당시 백만명에 이르렀으며, 전통적으로 맡았던 당인사 경호 임무는 SS에게 넘겨줬으나, 공산주의자와 패싸움을 하거나 유대인을 공격하는 것은 이들의 임무였다. SA는 나치에 적대적인 모든 세력을 공격했고, 특히 나치에 반대하는 학자, 언론인, 사업가, 공무원들도 이들의 주된 공격 대상이었다.
사회주의적 성향을 가졌던 룀의 아래에서 SA는 자주 노동쟁의에 개입하여 파업에서 노동자편을 들거나, 또는 자본가의 편을 드는 구사대(求社隊)와 싸웠다. 이러한 행동으로 좌파 정당-공산당과 사회민주당-의 지지기반을 잠식하고 나치의 지지를 넓혔다. 그러나 이런 과격한 유사-사회주의 성향, 무분별한 폭력, 그리고 과도한 음주는 후에 보수 세력의 우려를 자아내어 나치 집권에 짐이 되었다.
또 문제가 되었던 것은 룀과 다른 SA지도자들의 동성애적 경향이었다. 1931년 "뮌헨 포스트"는 룀의 편지를 입수하여 그의 동성애적 경향을 폭로하였고, 이는 국가적 스캔들로 비화하였다.
히틀러와 룀은 서로 대화할 때 "du"(du 라는것은 친밀한사이를뜻한다 보통 높은사람 이거나 대통령직을 가진사람에게는 독일에선 sie 를사용한다 룀과 히틀러는 친밀한사이인것을 뒷받친다. )를 사용하였으며, 룀을 제외하면 괴링과 괴벨스만이 히틀러와 이런식으로 대화했다. 또한 룀은 히틀러를 부를 때 친구사이처럼 이름을 직접 불러 "아돌프"라고 호칭한 반면, 다른 자들은 주로 "mein Führer"(총통 각하)라고 불렀다.
히틀러가 집권한 1933년, SA는 법적으로 경찰보조원으로 승격되었으며, SA는 지방 관청에 들이닥쳐 지방행정을 나치에 넘길 것을 요구하였다.

## 제2의 혁명
룀과 다른 SA의 지휘관들은 자신들을 "민족 사회주의 혁명의 전위대"라고 생각했다. 그들은 히틀러의 집권 후에 자신들이 선봉을 맡아 급격하게 독일 사회를 변화시키려고 하였다. 그러나 집권한 히틀러에게 있어 이들은 이제 "쓸모 없어진 사냥개"에 불과했다.
룀은 나치 내의 사회주의적 분파에서 가장 두드러진 인물이었으며, 그는 "사회주의적인(Sozialistische)", "노동자(Arbeiter)"라는 단어를 자주 사용하였다. 이들은 대체로 유대인 자본가들이 지배하는 자본주의를 반대하고, 산업의 국유화와 노동자 지배를 선호했고, 특히 제국시절의 귀족들의 자산을 몰수하여 재분배하기를 원했다. 룀은 "반동세력"에 맞서 "제2의 혁명"을 이뤄야 한다고 역설하였다.
이러한 것들은 히틀러의 집권을 도운 자본가 세력에게 큰 위협이었다. 그리하여 히틀러는 자본가들에게 "제2의 혁명"은 없을 것이라고 확언하여 안심시켰다. SA 돌격대의 대부분은 노동계급 출신이었고, 이들은 사회주의적 정책을 원하였다. 사실 SA는 "스테이크"(밖은 갈색-나치의 상징색-이었지만, 속은 붉은 색)라고 일컬어졌으며, 이들 중에는 전직 공산주의자가 많았다. 이들은 사회주의 정책을 실행하지 않고 집권에 공이 큰 SA에 보답하지 않는 히틀러에 실망했다. 심지어 룀은 공개적으로 "제2의 혁명"을 수행하지 않는 히틀러를 비판하기도 하였다.
더욱이 룀과 SA지휘관들은 300만에 달하는 SA를 독일 국방군(당시 이름은 Reichswehr) 을 대체하여 새로운 독일의 정규군화으로 자리매김하려고 하였다. 이들은 프로이센 귀족 출신들이 장악한 독일 국방군 지휘부를 " 혁명정신이 결여되고 시대에 뒤떨어진 구닥다리"로 간주했다. 룀은 국방장관이 되기를 원했고, 1934년에는 독일 국방군을 SA에 합병하여 "진정한 인민의 군대"를 구성하려고 하였다.
이것은 프리드리히 대왕 이래의 역사를 가진 독일 국방군 지휘부를 경악케 했다. 독일 국방군은 SA를 거리에서 싸움질이나 하는 오합지졸로 간주했고, 더욱이 SA 지휘부의 동성애적 성향을 혐오하고 있었다. 그리하여 거의 대부분의 장교단은 룀의 지휘에 들어가는 것은 규율과 명예가 땅에 떨어지는 것이라고 생각했다. SA와 독일 국방군의 이러한 갈등은 전혀 타협의 여지가 없었다.
히틀러는 룀과 마찬가지로 독일 국방군 지도부에 대해 적의를 품고 있었으나, 권력의 안정화를 위해서 군부의 지지를 필요로 하고 있었다. 또한 당시 86세의 대통령 파울 폰 힌덴부르크를 계승하기 위해서는 계속적인 군부의 지지를 필요로하고 있었다. 그리하여 군부를 안심시키기 위해 히틀러는 SA의 역량을 약화시키는 작업에 착수하였다.
룀은 히틀러에게 이것을 강하게 항의했고, SA의 무장력을 증대시키기 시작했다. 이것은 SA가 반란을 기도하는 것처럼 보였다. 군부와 SA의 긴장이 계속되는 가운데, 1934년 3월 룀은 SA지도부가 국방군에 편입하는 타협안을 내놓았으나, 군부는 이를 거부하였다.
1934년 4월 11일, 히틀러는 군부의 고위직들과 만나 힌덴부르크 사망 후의 방안을 논의했다. 히틀러는 군부가 자신의 대통령직 승계를 지지한다면, SA를 축소하고, 룀의 야망에 재갈을 물려, 국방군이 독일의 유일한 무장조직이 된다는 것을 보장했다. 또한 히틀러는 군비를 확장할 것을 약속했다.
그러나 독일 국방군과 자본가들은 힌덴부르크에 대해 SA에 대해 계속 불평하였다. 1934년 6월, 국방장관 베르너 폰 블롬베르크는 히틀러에게, SA와 군부의 긴장이 해소되지 않으면, 힌덴부르크가 계엄령을 선포할 것이라는 최후통첩을 보냈다. 히틀러는 자신에게 아첨꾼처럼 보이던 블롬베르크가 이렇게 말하는 것에 크게 놀랐다. 힌덴부르크는 히틀러에게 최후통첩을 재확인했고, 이것은 히틀러의 축출로 이어질 수 있기 때문에, 히틀러는 자신의 권력을 확고히 하기 위해 룀을 처단하기로 결심했다.

## 제거 음모
히틀러는 오래된 동지인 룀을 처단하기로 결심했지만, 그 실행은 미루고 있었다. 나치 당 내의 권력투쟁이 무르익어 헤르만 괴링, 하인리히 힘러, 요제프 괴벨스 등은 룀의 반대파였다. 룀을 고립시기키 위해 괴링은 게슈타포를 힘러 휘하로 전속시켰다. 또한 이들은 룀의 반히틀러적인 언행을 수집하여 이를 "SA의 반역 혐의"를 입증할 증거로 활용하였다.
힘러와 그 휘하의 SS보안대(SD) 사령관인 라인하르트 하이드리히는 룀이 프랑스로부터 2,000만 마르크를 받아 6월 24일 SA를 동원한 거사로 히틀러 정권을 전복하려고 했다고 증거를 꾸몄다. 이것은 히틀러에 전달되었고 히틀러는 미뤄왔던 룀의 처단을 실행하기로 결심했다.
이 동안 괴링, 힘러, 하이드리히 등은 처단할 자들의 이름을 나열한 "살생부"를 작성하였고 SS에 동원 명령을 내렸다. SS장교인 요제프 디트리히 등은 국방군 지휘부에 살생부 명단을 보여주며 군부를 다독였다.
그동안 룀과 동료들은 휴가를 떠나 바트비제의 한 휴양지에 있었다. 6월 28일 히틀러는 룀에게 전화를 걸어 회의를 위해 6월 30일까지 SA지휘관들을 모두 바트비제에 소집할 것을 요구했고, 룀은 별다른 의심없이 이를 받아들였다.

## 장검의 밤 사건
룀의 처단이 실행된 6월 30일은 "장검(長劍)의 밤"이라고 일컬어진다. 히틀러는 6월 30일 새벽 뮌헨으로 비행기 편으로 갔고, 바트비제에 자동차로 도착했다.
여기서 히틀러는 힘러 지휘의 SS병력을 동원하여 룀과 다른 SA 지휘관들을 모조리 체포하였다. 이들은 뮌헨의 교도소에 수감되었고, 다른 나치의 반대자들도 여기에 같이 수감되어 있었다.
히틀러는 오랜 동지인 룀을 처형하는 것을 주저하였고 룀에게 자살할 기회를 주었다. 히틀러의 명령을 받은 SS 장교인 테오도어 아이케와 미카엘 리퍼르트는 룀이 수감된 감옥을 방문하여 권총을 테이블에 놓고 가면서 10분 시간을 줄테니 자결하라고 요구했다.
룀은 "만약 내가 처형되어야 한다면, 아돌프가 직접 하라고 해!"라고 외치며 거절하였다. 10분이 지나 이들이 오자 룀은 쏴볼테면 쏴보라는 듯이 앞가슴을 내놓고 서 있었는데 결국 이들은 룀을 사살했고, 시신은 뮌헨의 한 공동묘지에 묻혔다.
SA의 숙청의 이유가 된 소위 "반란음모"는 바로 대중에 발표되지 않았다. 이들은 그저 비행이나 변태행위의 혐의로 처단되었다는 대체적인 암시가 있었다. 며칠후 소위 룀과 SA지도부가 연루된 "SA의 반역행위"가 발표되었다.

## 같이 보기
| 전임 (신설) | 제1대 돌격대 참모장 1931년–1934년 | 후임 픽토어 루체 |